# Pere Torres Siquier
Pere Torres Siquier (Sa Pobla, 29 de novembre de 1930) és un canonge emèrit i va ser ecònom diocesà del 1982 fins al 2006.
S'ordenà prevere en 1954. Aviat obtindrà els càrrecs de vicari a Muro i Santa María; rector de Porreres.
Entre els anys 1974 i 1976 fou nomenat vicari episcopal per la zona central-nord de Mallorca.
Entre 1982 i 1994, el bisbat de Mallorca li encomanà la tasca de ser el capellà de les Germanetes dels Pobres de Mallorca.
Ha desenvolupat des de 1978 fins al 2006 el càrrec de vocal al Consell Diocesà d'Assumptes Econòmics. El 1982, el bisbe Teodor Úbeda el nomenà ecònom diocesà i en 1994 canonge de la Seu de Mallorca. El 2006 passa a jubilat o emèrit.
Després de l'any 2006 ha ajudat a les parròquies de Son Cladera i Verge de Lluc de Palma i a la parròquia de la històrica església de Santa Maria de Robines a Binissalem.
És membre de la junta de la Fundació Home Lliure i col·labora amb el diari Diario de Mallorca en l'apartat de Tribuna.